# سيليستينو رودريغيز
سيليستينو رودريغيز هو سياسي فلبيني، ولد في 11 مايو 1872 في بوغو في الفلبين، وتوفي في 1955. انتخب عضو مجلس النواب في الفلبين ‏ وانتخب عضو مجلس الشيوخ الفلبيني ‏.